# Lina Raül Refree

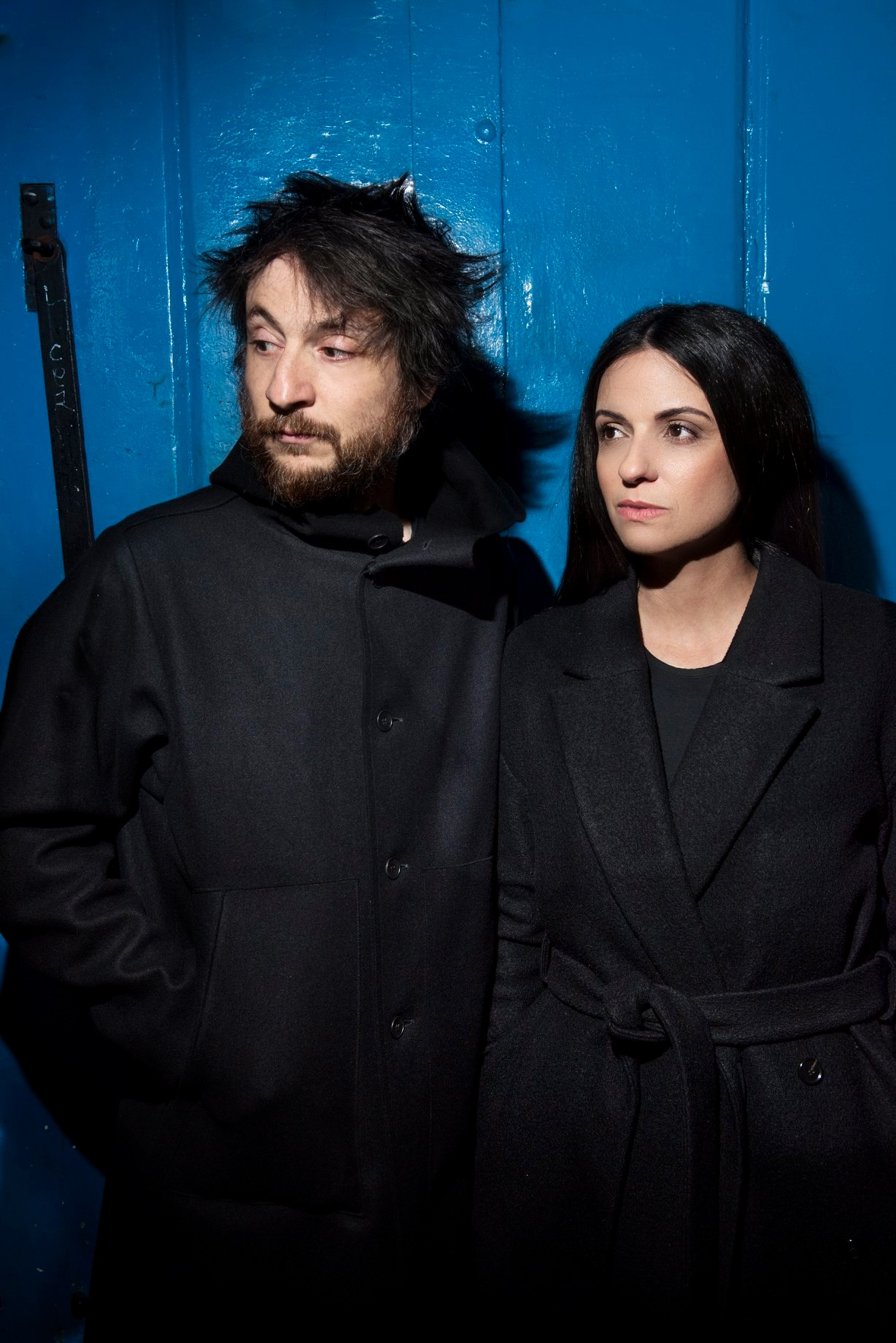
photo by Augusuto Brázio

Lina_Raül Refree é um projeto musical que junta a fadista portuguesa Lina e o produtor musical catalão Raül Refree à volta de um repertório constituído por fados do cancioneiro de Amália Rodrigues.

## Discografia
Lina_Raül Refree, Glitterbeat Records, Janeiro 20

## Carreira Artística
Lina_Raül Refree gravaram o seu disco de estreia em Janeiro 2019 no Atlântico Blue Estúdio em Lisboa. A estreia mundial ao vivo foi em Julho 2019 no Festival La Mar de Músicas (Cartagena, Espanha).
Em 2019 e 2020 o projeto apresentou-se em vários showcases festivals da Europa: Mercat Música Viva de Vic (Vic, Espanha); Bilbao International Music Experience (Bilbao, Espanha); Eurosonic (Groningen, Holanda), Festival Au fil de Voix (Paris, França).
O projeto, desde então, tem estado tour internacional por mais de 14 países. 

## Prémios e Nomeações
- Nomeados para os Music Moves Europe Talent Awards 2021
- Nº1 no World Music Charts Europe, The Year 2020
- Vencedor do Preis Der Deutschen Schallplattenkritik - Prémio da crítica alemã (Melhor álbum de World Music no primeiro trimestre 2020)
- Vencedor do Prix de L’Académie Charles Cros – COUP DE COEUR 2020
- Nomeados para Les victoires du Jazz 2020
- Videoclip "Cuidei que Tinha Morrido" finalista do One Screen Short Film Festival - Nova Iorque 2020
- Nº9 no 10 Best World Music Albums of 2020 by Popmatters
- Nº12 no 50 melhores álbuns de 2020 da Blitz
- Nº45 no International TOP albums 2020 by Rockdelux
- Nº1 no Best Portuguese albums 2020 by No Sólo Fado
- Um dos 5 melhores álbuns de 2020 de acordo com Patrick Labesse do Le Monde